# Bacteri patogen
Els bacteris patògens són els bacteris que provoquen malalties infeccioses. Tot i que la gran majoria de bacteris són inofensius o beneficiosos, alguns són patògens.
Entre les malalties bacterianes hi ha la tuberculosi, causada pel bacteri Mycobacterium tuberculosis, responsable d'uns dos milions de morts a l'any, principalment a la regió de l'Àfrica subsahariana. Els bacteris patògens contribueixen a altres malalties globals importants, com la pneumònia, que pot ser provocada per bacteris com ara Streptococcus o Pseudomonas, o malalties associades als aliments, que poden ser causades per bacteris com ara Shigella, Campylobacter i Salmonella. Els bacteris patògens també causen infeccions com el tètanus, la febre tifoide, la diftèria, la sífilis i la lepra.

## Història
Els Postulats de Koch, proposats per Robert Koch el 1890, són criteris dissenyats per establir una relació causal entre un microorganisme causatiu i una malaltia. Una causa per a una entitat mèdica coneguda pot ser descoberta únicament després de molts anys, un cas ocorre en l'associació d'Helicobacter pylori i l'úlcera pèptica.